# Trophée européen FIRA de rugby à XV 1977-1978
Navigation
Trophée européen FIRA 1976-1977 Trophée européen FIRA 1978-1979
Le Trophée européen FIRA 1977-1978 est une compétition qui réunit les nations de la FIRA–AER qui ne participent pas au Tournoi des Cinq Nations, mais en présence de l'équipe de France B.

## Équipes participantes
Division A
- Espagne
- France A
- Italie
- Pologne
- Roumanie
- Tchécoslovaquie

| Division B1 - Belgique - Maroc - Yougoslavie | Division B2 - Allemagne - Suède - Union soviétique |

## Division A

### Classement
| Rang | Pays            | J | V | N | D | Pm  | Pe  | Diff | Pts |
| ---- | --------------- | - | - | - | - | --- | --- | ---- | --- |
| 1    | France A        | 5 | 5 | 0 | 0 | 158 | 77  | +81  | 15  |
| 2    | Roumanie        | 5 | 3 | 1 | 1 | 190 | 49  | +141 | 12  |
| 3    | Espagne         | 5 | 3 | 0 | 2 | 64  | 134 | -70  | 11  |
| 4    | Pologne         | 5 | 2 | 0 | 3 | 93  | 110 | -17  | 9   |
| 5    | Italie          | 5 | 1 | 1 | 3 | 93  | 67  | +26  | 8   |
| 6    | Tchécoslovaquie | 5 | 0 | 0 | 5 | 38  | 167 | -129 | 5   |

|  | Vainqueur de la compétition (no 1). |
|  | Relégué en division B (no 6).       |

### Matchs joués
| 2 octobre 1977 | France B | 63 - 35 | Tchécoslovaquie | Hagondange |
| 2 octobre 1977 |          |         |                 | Hagondange |
| 2 octobre 1977 |          |         |                 | Hagondange |

| 23 octobre 1977 | Pologne                                        | 12 – 6 (3 - 6) | Italie                             | Varsovie Arbitre : Segulora |
| 23 octobre 1977 | Essai(s) : 1 Transformation(s) : 1 Drop(s) : 2 |                | Essai(s) : 1 Transformation(s) : 1 | Varsovie Arbitre : Segulora |
| 23 octobre 1977 |                                                |                |                                    | Varsovie Arbitre : Segulora |

| 29 octobre 1977 | Tchécoslovaquie | 4 – 10 (4 - 3) | Italie                             | Prague Arbitre : St-Guilhem |
| 29 octobre 1977 | Essai(s) : 1    |                | Essai(s) : 2 Transformation(s) : 1 | Prague Arbitre : St-Guilhem |
| 29 octobre 1977 |                 |                |                                    | Prague Arbitre : St-Guilhem |

| 5 novembre 1977 | Roumanie | 38 – 21 (10 - 18) | Pologne | Bucarest 1,500 spectateurs Arbitre : C. Inchauspé |
| 5 novembre 1977 |          |                   |         | Bucarest 1,500 spectateurs Arbitre : C. Inchauspé |
| 5 novembre 1977 |          |                   |         | Bucarest 1,500 spectateurs Arbitre : C. Inchauspé |

| 26 novembre 1977 | Italie                       | 10 – 10 (7 - 4) | Roumanie                 | Reggio de Calabre 4,000 spectateurs Arbitre : D. Burnett |
| 26 novembre 1977 | Essai(s) : 1 Pénalité(s) : 2 |                 | Essai(s) : 1 Drop(s) : 2 | Reggio de Calabre 4,000 spectateurs Arbitre : D. Burnett |
| 26 novembre 1977 |                              |                 |                          | Reggio de Calabre 4,000 spectateurs Arbitre : D. Burnett |

| 10 décembre 1977 | France B        | 9 – 6 (6 - 0) | Roumanie                    | Clermont-Ferrand 8,386 spectateurs Arbitre : P.E. Huyghes |
| 10 décembre 1977 | Pénalité(s) : 3 |               | Pénalité(s) : 1 Drop(s) : 1 | Clermont-Ferrand 8,386 spectateurs Arbitre : P.E. Huyghes |
| 10 décembre 1977 |                 |               |                             | Clermont-Ferrand 8,386 spectateurs Arbitre : P.E. Huyghes |

| 17 décembre 1977 | Espagne                            | 10 – 3 (10 - 0) | Italie      | Madrid Arbitre : Tardi |
| 17 décembre 1977 | Essai(s) : 2 Transformation(s) : 1 |                 | Drop(s) : 1 | Madrid Arbitre : Tardi |
| 17 décembre 1977 |                                    |                 |             | Madrid Arbitre : Tardi |

| 1er janvier 1978 | France B | 35 – 24 | Pologne | Albi |
| 1er janvier 1978 |          |         |         | Albi |
| 1er janvier 1978 |          |         |         | Albi |

| 29 janvier 1978 | Espagne | 3 – 20 | France B | Madrid |
| 29 janvier 1978 |         |        |          | Madrid |
| 29 janvier 1978 |         |        |          | Madrid |

| 4 février 1978 | Italie                                             | 9 – 31 (3 - 17) | France B                                           | L'Aquila Arbitre : Kelleher |
| 4 février 1978 | Essai(s) : 1 Transformation(s) : 1 Pénalité(s) : 1 |                 | Essai(s) : 6 Transformation(s) : 2 Pénalité(s) : 1 | L'Aquila Arbitre : Kelleher |
| 4 février 1978 |                                                    |                 |                                                    | L'Aquila Arbitre : Kelleher |

| 9 avril 1978 | Roumanie | 60 – 6 (22 - 3) | Tchécoslovaquie | Bucarest 2,000 spectateurs Arbitre : B. Tavelli |
| 9 avril 1978 |          |                 |                 | Bucarest 2,000 spectateurs Arbitre : B. Tavelli |
| 9 avril 1978 |          |                 |                 | Bucarest 2,000 spectateurs Arbitre : B. Tavelli |

| 16 avril 1978 | Roumanie | 74 – 3 (38 - 0) | Espagne | Bucarest 3,000 spectateurs Arbitre : A. Laptchuk |
| 16 avril 1978 |          |                 |         | Bucarest 3,000 spectateurs Arbitre : A. Laptchuk |
| 16 avril 1978 |          |                 |         | Bucarest 3,000 spectateurs Arbitre : A. Laptchuk |

| 7 mai 1978 | Espagne | 20 – 13 | Tchécoslovaquie | Barcelone |
| 7 mai 1978 |         |         |                 | Barcelone |
| 7 mai 1978 |         |         |                 | Barcelone |

| 21 mai 1978 | Pologne | 22 – 28 | Espagne | Varsovie |
| 21 mai 1978 |         |         |         | Varsovie |
| 21 mai 1978 |         |         |         | Varsovie |

| 28 mai 1978 | Tchécoslovaquie | 3 – 14 | Pologne | Vyškov |
| 28 mai 1978 |                 |        |         | Vyškov |
| 28 mai 1978 |                 |        |         | Vyškov |

## Division B

### Poule 1

#### Classement
| Rang | Pays        | J | V | N | D | Pm | Pe | Diff | Pts |
| ---- | ----------- | - | - | - | - | -- | -- | ---- | --- |
| 1    | Yougoslavie | 2 | 2 | 0 | 0 | 26 | 0  | +26  | 6   |
| 2    | Maroc       | 2 | 1 | 0 | 1 | 25 | 20 | +5   | 4   |
| 3    | Belgique    | 2 | 0 | 0 | 2 | 0  | 31 | -31  | 2   |

|  | Qualifié pour la finale (no 1). |

#### Matchs joués
| 29 octobre 1977 | Belgique | 6 - 25 | Maroc | Bruxelles |
| 29 octobre 1977 |          |        |       | Bruxelles |
| 29 octobre 1977 |          |        |       | Bruxelles |

| 1977 | Maroc | 0 – 20 | Yougoslavie | Casablanca |
| 1977 |       |        |             | Casablanca |
| 1977 |       |        |             | Casablanca |

| 1977 | Yougoslavie | 20 – 0 | Belgique | Makarska |
| 1977 |             |        |          | Makarska |
| 1977 |             |        |          | Makarska |

### Poule 2

#### Classement
| Rang | Pays             | J | V | N | D | Pm  | Pe | Diff | Pts |
| ---- | ---------------- | - | - | - | - | --- | -- | ---- | --- |
| 1    | Union soviétique | 2 | 2 | 0 | 0 | 102 | 15 | +87  | 6   |
| 2    | Suède            | 2 | 1 | 0 | 1 | 22  | 49 | -27  | 4   |
| 3    | Allemagne        | 2 | 0 | 0 | 2 | 20  | 80 | -60  | 2   |

|  | Qualifié pour la finale (no 1). |

#### Matchs joués
| 9 octobre 1977 | Suède | 6 - 38 | Union soviétique | Vänersborg |
| 9 octobre 1977 |       |        |                  | Vänersborg |
| 9 octobre 1977 |       |        |                  | Vänersborg |

| 30 octobre 1977 | Allemagne | 11 – 16 | Suède | Berlin |
| 30 octobre 1977 |           |         |       | Berlin |
| 30 octobre 1977 |           |         |       | Berlin |

| 7 mai 1978 | Union soviétique | 64 – 9 | Allemagne | Kharkov |
| 7 mai 1978 |                  |        |           | Kharkov |
| 7 mai 1978 |                  |        |           | Kharkov |

### Finale
| 14 mai 1978 | Yougoslavie | 3 - 18 | Union soviétique | Sarajevo |
| 14 mai 1978 |             |        |                  | Sarajevo |
| 14 mai 1978 |             |        |                  | Sarajevo |